# Montépreux
Montépreux ist eine französische Gemeinde mit 46 Einwohnern (Stand: 1. Januar 2022) im Département Marne in der Region Grand Est (bis 2015 Champagne-Ardenne). Sie gehört zum Arrondissement Châlons-en-Champagne (bis 2017: Arrondissement Épernay) und zum 2016 gegründeten Gemeindeverband Châlons-en-Champagne. 

## Geografie
Montépreux liegt 35 Kilometer südsüdwestlich der Départements-Hauptstadt Châlons-en-Champagne und 55 Kilometer nördlich von Troyes in der Trockenen Champagne. 
Umgeben wird Montépreux von den Nachbargemeinden Vassimont-et-Chapelaine im Norden, Haussimont im Norden und Nordosten, Sommesous im Osten und Nordosten, Mailly-le-Camp im Osten und Südosten, Semoine im Süden sowie Connantray-Vaurefroy im Westen und Nordwesten.

## Bevölkerungsentwicklung
| Jahr                       | 1962 | 1968 | 1975 | 1982 | 1990 | 1999 | 2006 | 2011 | 2018 | 2020 |
| Einwohner                  | 87   | 73   | 61   | 58   | 56   | 36   | 39   | 40   | 46   | 48   |
| Quellen: Cassini und INSEE |      |      |      |      |      |      |      |      |      |      |

## Sehenswürdigkeiten

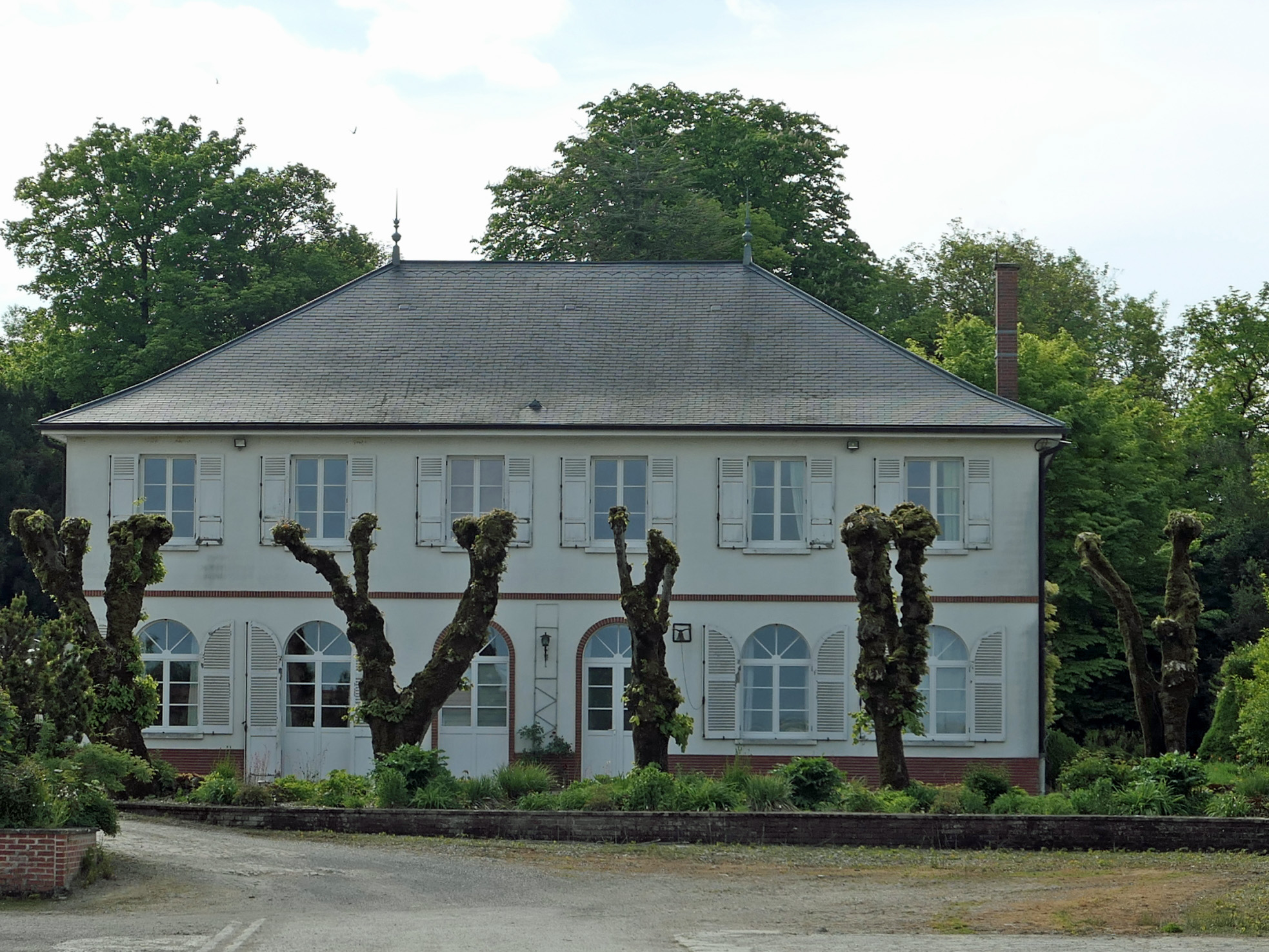
Großes Wohnhaus auf einem Bauernhof in Montépreux

- Kirche Saint-Gengoult

## Belege
1. ↑  Montépreux auf cassini.ehess.fr
2. ↑  Montépreux auf insee.fr